# Ligne de Szolnok à Lőkösháza par Békéscsaba
La Ligne de Budapest à Arad par Szolnok, Békéscsaba et Lőkösháza, ligne 120 pour la MÁV et ligne 200 pour la CFR est une ligne de chemin de fer de Hongrie dont une vingtaine de kilomètres se trouvent en Roumanie. Elle relie Budapest à Arad par Szolnok, Békéscsaba et Lőkösháza.